# Baralle
Baralle település Franciaországban, Pas-de-Calais megyében. Lakosainak száma 435 fő (2022. január 1.). Baralle Rumaucourt, Inchy-en-Artois, Marquion, Sains-lès-Marquion, Sauchy-Cauchy, Saudemont, Villers-lès-Cagnicourt és Buissy községekkel határos.

## Népesség
A település népességének változása:
| Lakosok száma | 469  | 478  | 493  | 480  | 479  | 477  | 463  | 449  | 435  |
|               | 2013 | 2015 | 2016 | 2017 | 2018 | 2019 | 2020 | 2021 | 2022 |